# Syntax
Syntax est un groupe de musique britannique basé à Londres. Formé autour des musiciens Jan Burton et Mike Tournier, le groupe emprunte sa musique comme un son Rock en fusionnant l'Electro et le Trip hop. Ils ont participé à plusieurs projets musicaux comme dans une apparition dans la B.O du jeu vidéo Driver 3, en plus de leurs divers projets individuels comme leur album Meccano Mind sorti en 2004.
Leur chanson Pride sert régulièrement de trame musicale pour plusieurs séries télévisées, que ce soit Newport Beach ; Bones ; Le juge est une femme ; New York, section criminelle ou encore Nip/Tuck.
Le groupe travaille sur un nouvel album (Tripolar). Contrairement à son premier album, le groupe prévoit de sortir un nouveau disque sous un label indépendant.

## Membres
- Mike Tournier : Programmation, claviers, Paroles
- Jan Burton : Paroles, Chant

## Discographie

### Singles
- 2003 : Pray (et un remix de Junkie XL)
- 2004 : Message
- 2004 : Bliss (et un remix de Felix da Housecat)